# Ейша
Ейша е британска рок група.

## История
Супергрупата е създадена през 1981 г. от бивши членове на прогресив рок банди като Yes, King Crimson, и Emerson, Lake & Palmer, Uriah Heep, U.K., Roxy Music, Wishbone Ash и The Buggles.
От 2008, има две различни банди носещи името Ейша:
- Asia – оригиналния състав на група
- Asia Featuring John Payne

## Дискография
- Asia (1982)
- Alpha (1983)
- Astra (1985)
- Then & Now (1990, половината студиен албум, половината е избрани хитове)
- Aqua (1992)
- Aria (1994)
- Arena (1996)
- Rare (1999)
- Aura (2000)
- Silent Nation (2004)
- Phoenix (2008)
- Omega (2010)
- XXX (2012)
- Gravitas (2014)